# Fédération russe de trampoline
 (mars 2023).
Si vous disposez d'ouvrages ou d'articles de référence ou si vous connaissez des sites web de qualité traitant du thème abordé ici, merci de compléter l'article en donnant les références utiles à sa vérifiabilité et en les liant à la section « Notes et références ».
 (mars 2023).
La Fédération russe de trampoline (russe : Федерации прыжков на батуте России) est une association chargée d'organiser, de diriger et de développer le trampoline en Russie. Elle a été fondée en [Quand ?].
Le président de cette fédération nationale est Nikolai Makarov et son vice-président Vitali Doubko.[Quand ?]